# Natriumtetrahydroxidozinkat
Natriumtetrahydroxidozinkat (veraltet: Natriumtetrahydroxozinkat) ist eine anorganische chemische Verbindung aus der Gruppe der Hydroxidokomplexe.

## Gewinnung und Darstellung
Natriumtetrahydroxozinkat kann durch Reaktion von Wasser mit Natriumhydroxid und Zink oder Zinkoxid oder Zinkcyanid gewonnen werden.
{\displaystyle \mathrm {Zn+2\ NaOH+2\ H_{2}O\longrightarrow Na_{2}[Zn(OH)_{4}]+H_{2}} }
{\displaystyle \mathrm {ZnO+2\ NaOH+H_{2}O\longrightarrow Na_{2}[Zn(OH)_{4}]} }

## Eigenschaften
Natriumtetrahydroxozinkat wird in Form von farblosen, dünnen, feinkristallinen Plättchen gewonnen. In Wasser tritt Hydrolyse ein. An feuchter CO2-haltiger Luft wird das Salz ebenfalls rasch zersetzt. Neben Na2[Zn(OH)4] ist mit Na2ZnO2 ein weiteres metastabiles Natriumzinkat bekannt, welches eine Kristallstruktur mit der Raumgruppe P21/c (Raumgruppen-Nr. 14) hat. Daneben kennt man ferner noch das Natriumtrihydroxyzinkat Na[Zn(OH)3], das Natriumtrihydroxyzinkat-Trihydrat Na[Zn(OH)3]·3 H2O sowie das Natriumtetrahydroxozinkat-Dihydrat Na2[Zn(OH)4]·2 H2O.

## Verwendung
Natriumtetrahydroxozinkat kann zur galvanischen Beschichtung mit Zink verwendet werden.